# قرن 10 هـ
القرن العاشر الهجري في التقويم الإسلامي أو التقويم الهجري هو القرن الذي يطابق ما بين السنوات من 1494 إلى 1590 للميلاد.

## أحداث
1. انتهاء دولة تتار الشمال الإسلامية 1502: بعد هجمات تيمورلنك على أغلب مناطق العالم الإسلامي في بداية القرن التاسع الهجري وحربه مع تقتميش زعيم دولة تتار الشمال (القبيلة الذهبية) ودخوله موسكو، ضعفت دولة تتار الشمال وبدأت في التفكك في أواسط القرن التاسع الهجري وانقسمت إلى عدة دويلات (خانات) أكبرها: خانات القرم، الأستراخان، قازان وسيبيريا واستطاع الموسكووين (أصل الروس) من التحرر من سيطرة التتار المسلمين وكونوا أول إمارة لهم في عام 886هـ.
2. بداية الغزو البرتغالي لجنوب العالم الإسلامي (شرق أفريقيا، البحر الأحمر، الخليج العربي، سواحل الهند، جنوب شرق آسيا): بعد أن استطاع فاسكو دا غاما أن يعبر طريق رأس الرجاء الصالح بدأ البرتغاليون في الاتصال بهندوس الهند (و قد ظنوا في بادئ الأمر أنهم نصارى وخلطوا بين كريشنا والعذراء حتى أن فاسكو دا غاما وفريقه صلوا في أحد معابد الهنود وبدأوا في الاتصال بالأحباش (أثيوبيا) وكانوا يسمون المسلمين (مورو). راجع يوميات فاسكو دا غاما الجزء الأول الطبعة الإنجليزية مكتبة البيت الأبيض الاليكترونية.
3. هزيمة المماليك في معركة مرج دابق وتنازل آخر خليفة عباسي عن الخلافة للسلطان سليم الأول وبذلك دخلت الدولة العثمانية عصر الخلافة وتزايدت مسؤلياتها، ومن الجدير بالذكر أن هذا الأمر كان أول حدث لهُ منذ بداية الإسلام بأن يتولى خليفة ليس من قبيلة قريش
4. ظهور الدولة الصفوية على يد إسماعيل الصفوي وبداية الصراع الصفوي - العثماني وتشكيل جبهة قتال جديدة مع العثمانيين، وظهور الدولة الصفوية رغم انهزامها أمام العثمانيين في أغلب المعارك إلا أن ظهورها كان لهُ أبلغ الأثر في ضعف الدولة العثمانية فيما بعد وذلك لأن الدولة العثمانية كانت تعتمد على جلب الأتراك القادمين من تركستان الشرقية والأراضي التركية الأخرى لتوطينهم في الأراضي التي يفتحونها في أوروبا، وهذا التوطين والتغير الديموغرافي كان يساعد على استقرار هذه الدول فلما قامت الدولة الصفوية كانت حائلا بين هذه الأراضي وبين الدولة العثمانية مما جعل المجر واليونان مثلا مناطق ثورات.
5. معاهدة ترورديسيلاس بين الأسبان والبرتغال باقتراح من الفاتيكان لتقسيم العالم (غير المسيحي) بينهما على أن يكون من حق من يصل منهما أولا، ونشأت هذه المعاهدة كتنظيم للعمل بين الأسبان (اتحاد قشتالة وأراغون) وبين البرتغاليين للسيطرة على موارد القارتين الأمريكيتين.
6. بداية عصر الاقتصاد الماركنتيلي في أوروبا، نتيجة لتدفق الموارد (خاصة المعادن النفيسة من ذهب وفضة و... ) على شبه جزيرة ايبيريا وبداية الانتعاش الاقتصادي عامة في أوروبا.

## مواليد
- مولد ابن حجر الهيتمي عام 909 هـ